# Furesø község
Furesø község (dánul: Furesø Kommune) Dánia 98 községének (kommune, helyi önkormányzattal rendelkező közigazgatási egység) egyike. A Hovedstaden régióban található. Furesø község Ballerup, Egedal, Allerød, Rudersdal, Lyngby-Taarbæk, Gladsaxe és Herlev községekkel határos. Lakosainak száma 40 156 fő (2016).